# 贤人会议

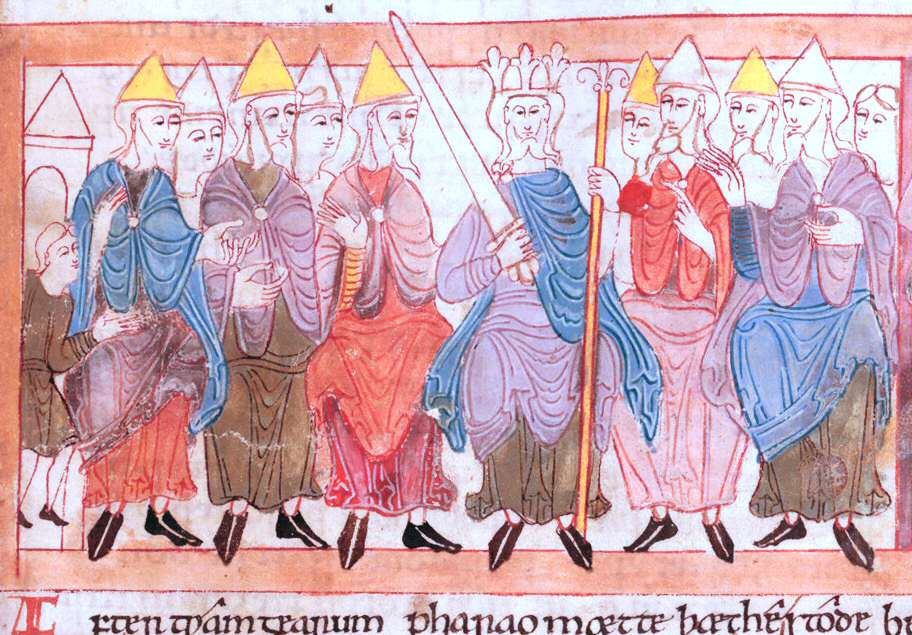
盎格鲁-撒克逊国王与“贤者”们（11世纪的古英语六书）

贤人会议（英语：Witenagemot，简写为Witan，古英语：witena gemōt）是盎格鲁-撒克逊时期英格兰的一个重要政治机构。贤人会议是一种由国王主持召开的、会期不定、人数不等的高层会议，与会者主要有被称为“贤者”或“智者”的高级教士和世俗贵族，包括国王的近臣、王族宠幸和地方长官等。它产生于7世纪以前，取代了年代更早的欧洲大陆的日耳曼人条顿部落的“马克大会”或民众大会，以适应当时盎格鲁-撒克逊社会的发展变化，直到11世纪还在发挥作用。

## 起源
在古日耳曼部落，有召唤公社民众见证一块土地所有权转授的传统，一般认为这是英格兰的贤人会议的渊源。无论在6世纪前盎格鲁-撒克逊部落中民众大会的作用和地位如何变迁，600年前后基督教的传入将不可避免地影响英格兰社会架构。此后，王权与教权相互交织、密不可分。同时神职人员和世俗贵族占有大量地产，是当时社会相当利益的攸关者，决策权和司法权落入这些上层阶级手中。
尽管历史学家们试图考证更多有关贤人会议的确切信息，但目前有关史料基本上是模糊的，缺乏连贯性。第一次有记载的贤人会议发生在约600年，当时由肯特国王艾特尔伯赫特主持颁布了一系列法令。然而，据信在这以前贤人会议就已经出现了。

## 历史和作用
七国时代的贤人会议由各国君主亲自召集，会期、会址和规模各不相同。盎格鲁-撒克逊时代晚期，召开过贤人会议的城镇有六十多个。当时各国无固定的首都，国王游幸驻蹕处很多，以至庄园或围场都可用来开会，所以其会址是无法计数的。9世纪到11世纪，伦敦成为召开会议最多的城市。圣诞节、复活节、显圣节等宗教节日是理想的会期。考古资料显示，较好的贤人会议大厅有130—150平方米，配备有厨房、休息室和资料室等。
在931年3月召开的贤人会议中，有坎特伯雷和约克两个大主教、威尔士的两个国王、17个主教、5个修道院长、15个地方官和59个塞恩，共101人。934年的温彻斯特贤人会议中，有大主教和主教19人，修道院长4人，威尔士贵族4人，地方官14人和52个塞恩，共81人。当时交通不便，加之其他原因，个别人接到国王诏令后没有出席，有时会受到惩罚。这表明，出席贤人会议不但是一种荣誉和权利，还是一种义务。
贤人会议成员属显赫人物，职权范围广泛。首先，参与国家内外的重大决策，有权废黜或拥立国王。例如757年，韦塞克斯的希格伯特因违反习惯法被夺去王位；774年，诺森布里亚国王阿尔莱德因行为不轨被废，另选塞尔莱德为王。第二，贤人会议享有司法权，有权审理各种案件，其判决是集体决议的结果，国王也无权变更。此外，贤人会议为国王提供建议和信息，当时交通落后，历代国王常到各地游历、并在不同地方召集贤人会议，以了解更多的当地情况。
贤人会议天生具有代表氏族贵族的利益来遏制王权膨胀的性质，是早期英国贵族与王权斗争的主要形式，并且事实上使得国王暂时没有获得其在11世纪后期才拥有的地位和威望。即便著名阿尔弗雷德大帝也不得不经常召开贤人会议听取贵族们的意见。诺曼征服后，威廉一世急切的举行充满君权神授色彩的傅油加冕典礼，以向世人表示“通过涂油加冕典礼，‘蛮族’政权的国王们不再仅仅是日耳曼原始部落的军事首领，不再是可以随意被贵族组成的‘贤人会议’束缚、废黜、甚至处死的部落领袖，而是代表上帝行使国家政治统治权威的神圣尊严的基督宗教国王了”。 